# Коток Петро Васильович
Петро Коток (нар. 28 квітня 1965) — український борець класичного стилю. Олімпієць в Атланті 1996 року, де він посів четверте місце у категорії до 130 кг. Бронзовий призер світу з боротьби 1994 року; зайняв четверте місцев в 1993 році і шосте в 1997 році. На чемпіонаті Європи він завоював срібло у 1993 та 1996 роках. Другий на Кубку світу 1994 року.
Заслужений працівник фізичної культури і спорту України (2021).